# 高人一等就不會被打壓 / 逆轉勝 / 我
《高人一等就不會被打壓 / 逆轉勝 / 我》（出すぎた杭は打たれない / ドンデンガエシ / わたし）是日本女子偶像組合ANGERME的第20張單曲，於2015年11月11日由hachama發售。

## 概要
- 《高人一等就不會被打壓 / 逆轉勝 / 我》是ANGERME第二張3A單曲，亦是1期成員福田花音的畢業單曲。
- A面曲《高人一等就不會被打壓》由LoVendoЯ成員魚住有希製作，是一首充滿重金属音乐的作品。
- A面曲《我》是1期成員福田花音的獨唱曲，此曲亦是福田花音親自填詞的作品。
- 此單曲共有6個版本，分別為「初回生產限定盤A - C」和「通常盤A - C」。「初回生產限定盤A」收錄了《高人一等就不會被打壓》的PV；「初回生產限定盤B」收錄了《逆轉勝》的PV；「初回生產限定盤C」收錄了《我》的PV。
- 在11月23日於Oricon公信榜单曲週榜取得第2名，繼《神秘的夜晚！ / 十八歲的情感》、《大器晩成 / 少女的逆襲》和《七轉八起 / 臥薪嘗膽 / 魔法使莎莉》後，第4張銷量排名最高的單曲。

## 收錄內容

### CD（初回生產限定盤、通常盤）
1. 高人一等就不會被打壓
（作詞：児玉雨子、作曲：魚住有希（LoVendoЯ）、編曲：宮永治郎・魚住有希）
2. 逆轉勝
（作詞：星部ショウ、作曲：宇宙慧、編曲：鴇沢直・関口Q太）
3. 我
（作詞：福田花音、作曲：泰誠、編曲：浜田ピエール裕介）
4. 高人一等就不會被打壓（Instrumental）
5. 逆轉勝（Instrumental）
6. 我（Instrumental）

### DVD（初回生產限定盤A）
1. 高人一等就不會被打壓（Music Video）

### DVD（初回生產限定盤B）
1. 逆轉勝（Music Video）

### DVD（初回生產限定盤C）
1. 我（Music Video）

## 外部連結
- ANGERME官方網站 （页面存档备份，存于）（日語）
- YouTube上的《高人一等就不會被打壓》PV
- YouTube上的《逆轉勝》PV
- YouTube上的《我》PV